# Управа за слободне зоне (Србија)
Управа за слободне зоне је орган управе у саставу Министарство финансија који је надлежан за обављање послова државне управе у области слободних зона. Управом за слободне зоне руководи директор.

## Надлежности
Управа за слободне зоне обавља следеће послове и надлежности:
- У области развоја зона у функцији интереса државе:
  - спроводи националну политику развоја зона у циљу повећања прилива директних инвестиција и упослености радне снаге
  - учествује у припреми прописа у области рада зона
  - разматра захтеве за давање сагласности за одређивање подручја зона и своје мишљење доставља министарству надлежном за послове финансија
  - иницира и координира са надлежним државним органима разматрање стручних питања из области пословања у зонама, ради правилне примене овог закона и његове усаглашености са прописима Србије
  - организује и координира сарадњу надлежних државних органа, привредног друштва за управљање зоном, заинтересованих инвеститора и корисника
  - пружа стручну помоћ инвеститорима у процесу доношења одлуке о улагању у зоне
  - пружа стручну помоћ инвеститорима и привредним друштвима за управљање зоном у свим фазама примене програма у зонама
  - организује непосредне контакте између заинтересованих инвеститора и привредних друштава за управљање зоном
  - пружа стручну помоћ заинтересованим инвеститорима у развоју њихових програма у зонама
  - сарађује са Привредном комором Србије и другим непрофитним и добровољним организацијама
  - сарађује са страним институцијама и стручњацима из области зона
  - у сарадњи са привредним друштвима за управљање зоном ствара могућности за развој инфраструктуре у зонама
- У области промоције зона:
  - сарађује са Агенцијом за страна улагања и промоцију извоза (у даљем тексту: СИЕПА), на промоцији инвестирања и пословања у зонама, кроз представљање посебних погодности и пословних могућности у складу са планом и програмом усвојеним од стране министарства надлежног за послове финансија и СИЕПА
  - обавештава инвеститоре о повољностима за улагање у зоне
  - ствара и ажурира базу података о зонама и погодностима за пословање у Србији у сарадњи са СИЕПА
- У области контроле и надзора зона:
  - разматра извештаје о раду зона и предлаже њихово усвајање министарству надлежном за послове финансија
  - предлаже министру надлежном за послове финансија облик и садржину обрасца за подношење захтева за давање сагласности за одређивање подручја зоне, пословање и контролу рада зона и корисника, ради усаглашености поступака у свим зонама у Србији
  - предлаже надлежним државним органима додатне мере контроле рада у зонама уколико постоји таква потреба

## Руковођење
Управом за слободне зоне руководи директор, а директор има свог помоћника. Директор Управе има следеће надлежности:
- представља Управу и руководи њеним радом
- организује законито и ефикасно обављање послова из области прописа којима се уређује рад слободних зона
- доноси управне акте из области којима се уређује рад слободних зона
- издаје директиве у циљу одређивања начина рада, поступања и понашања запослених у Управи
- одлучује о правима и дужностима запослених у Управи
- сарађује са другим државним органима и организацијама у циљу правилне и доследне примене прописа којима се уређује рад слободних зона и са државним органима других земаља у циљу размене искустава у примени прописа из области којима се уређује рад слободних зона
- располаже финансијским средствима Управе у обиму средстава утврђеним прописима којима је уређена област буџета
- директор Управе за свој рад одговара министру надлежном за послове финансија

Помоћник директора Управе има следеће надлежности:
- усклађује рад унутрашњих јединица Управе
- пружа стручна упутства руководиоцима ужих унутрашњих јединица и врши надзор над њиховим радом
- иницира доношење прописа, директива и других аката којима се уређује област рада Управе и стара се о правилној примени прописа, општих аката и директива у вези са извршавањем послова из делокруга рада Управе
- сарађује са надлежним министарствима, другим органима и организацијама у * извршавању послова из међусобно повезаних области рада
- подноси извештаје и друге податке о раду којима се утврђује стање у извршавању послова
- обавља и друге послове по налогу директора Управе